# Zemský okres Altötting
Zemský okres Altötting (německy Landkreis Altötting) je německý zemský okres ležící v Horních Bavorech. Sousedními zemskými okresy jsou: na severu dolnobavorský zemský okres Rottal-Inn, na východě hornorakouský okres Braunau, na jihu zemský okres Traunstein a na západě zemský okres Mühldorf am Inn.

## Geografie
Území zemského okresu Altötting lze rozdělit na tři různé krajinné oblasti. Na severu nad innskou nížinou se rozšiřuje třetihorní Isarko-innská vrchovina. Na ni se napojuje innské údolí s průměrnou šířkou asi 10 km. Na jihu Moränský pahorek a vysoké terasy altzké plošiny s počátkem pohoří Voralpen.
Nejvyšší bod zemského okresu je u Tyrlachingu (544 m n. m.), nejnižší místo je Innspitz u Haimingu (346 m n. m.).

## Města a obce
(Obyvatelstvo k 31. 12. 2008)
| Města 1. Altötting (12 650) 2. Burghausen (18 155) 3. Neuötting (8 381) 4. Töging a.Inn (9 212) Města s tržním právem: 1. Marktl am Inn (2 716) 2. Tüßling (3 153) Správní obce 1. Emmerting (obce Emmerting a Mehring) 2. Kirchweidach (obce Feichten a.d.Alz, Halsbach, Kirchweidach a Tyrlaching) 3. Marktl (Marktl am Inn a obec Stammham) 4. Reischach (obce Erlbach, Perach a Reischach) 5. Unterneukirchen (obce Kastl a Unterneukirchen) | Obce 1. Burgkirchen a.d.Alz (10 545) 2. Emmerting (4 074) 3. Erlbach (1 211) 4. Feichten a.d.Alz (1 188) 5. Garching a.d.Alz (8 553) 6. Haiming (2 473) 7. Halsbach (925) 8. Kastl (2 621) 9. Kirchweidach (2 283) 10. Mehring (2 231) 11. Perach (1 218) 12. Pleiskirchen (2 347) 13. Reischach (2 606) 14. Stammham (1 066) 15. Teising (1 893) 16. Tyrlaching (995) 17. Unterneukirchen (2 950) 18. Winhöring (4 736) |